# Frank-Michael Wahl
Frank-Michael „Potti“ Wahl (* 24. August 1956 in Rostock) ist ein Trainer und ehemaliger Handballspieler.
Wahl begann seine sportliche Karriere als Schwimmer. Er wurde DDR-Jugendmeister über 100 m Delphin-Schwimmen und mehrfacher Spartakiadesieger. Als er später zum Handballsport wechselte, wurde ihm der Spitzname „Potti“, eine Ableitung von Pottwa(h)l, gegeben.
Wahl spielte in der DDR-Oberliga für den SC Empor Rostock, mit dem er drei DDR-Meisterschaften und sieben FDGB-Pokale gewann. International gewann er 1982 zusammen mit Empor Rostock den Europapokal der Pokalsieger und die Vereins-Europameisterschaft. Zudem war er viermal Torschützenkönig der Oberliga (1981/82, 1982/83, 1984/85 und 1985/86). 1982, 1985 und 1987 wurde er zum Handballer des Jahres gewählt.
Im Februar 1990 wechselte Wahl aus der DDR zum damaligen bundesdeutschen Zweitligisten SG Hameln, mit dem er ein Jahr später in die Handball-Bundesliga aufstieg. Im Juni 1993 beendete er seine aktive Laufbahn. Im Rahmen seines Abschiedsspieles zwischen dem VfL Hameln und der deutschen Auswahl wurde er zum ersten Ehrenspielführer der deutschen Nationalmannschaft ernannt. Anschließend spielte er noch für den Zweitligisten TSG Altenhagen-Heepen und die unterklassige TSG Emmerthal, mit der er innerhalb von zwei Jahren von der Bezirksoberliga in die Oberliga aufstieg.
Insgesamt bestritt Wahl 344 Länderspiele (davon 313 für die DDR-Nationalmannschaft) und erzielte dabei 1412 Tore. Er ist damit der Rekordtorschütze der deutschen Auswahlmannschaften. Für die deutsche Nationalmannschaft spielte er nach der Wende 31 weitere Länderspiele und erzielte dabei 74 Tore. Seine größten Erfolge feierte er mit der DDR-Nationalmannschaft, mit der er bei der Weltmeisterschaft (WM) 1978 und der WM 1986 jeweils den dritten Platz belegte. Bei den Olympischen Sommerspielen 1980 in Moskau wurde er mit der Mannschaft Olympiasieger.
Nach seiner aktiven Laufbahn war Wahl unter anderem sportlicher Leiter, danach Co-Trainer unter Alfreð Gíslason und nach dessen Entlassung Teamchef (Trainer ohne Trainerschein) des VfL Hameln. Er übernahm den VfL in der zweiten Bundesliga im Januar 1999, wurde aber in der darauffolgenden Saison 1999/2000 als Tabellenführer trotz eines sieben-Punkte-Vorsprungs auf den Zweiten entlassen und durch Michael Biegler ersetzt.
Danach stand der in Hessisch Oldendorf lebende Wahl beim Oberligaclub HF Springe unter Vertrag, wo auch sein Sohn Gordon spielte. Nach dem Wechsel seines Sohnes und ausbleibendem sportlichen Erfolg wurde Wahl kurz vor Weihnachten 2007 entlassen. Für die Saison 2008/2009 sagte er zunächst der HSG Exten-Rinteln (WSL-Oberliga Männer) zu, beendete den Vertrag jedoch 14 Tage vor Saisonbeginn per SMS, um beim Oberligisten TV 87 Stadtoldendorf zusagen zu können. Dieses Engagement endete am 17. März 2009, Wahl und der TV Stadtoldendorf (Tabellenneunter) trennten sich in beiderseitigem Einvernehmen.
Seit 2016 ist Wahl als Coach von der HSG Fuhlen/Hessisch-Oldendorf, einem Verein in der Landesliga Hannover, tätig.
Der Fußballer Jens Wahl und Frank-Michael Wahl sind Cousins.

## Auszeichnungen (Auswahl)
- 1980 – Vaterländischer Verdienstorden in Silber
- 1984 – Vaterländischer Verdienstorden in Gold